# Corymbia eximia
Corymbia eximia ist eine Pflanzenart aus der Gattung Corymbia innerhalb der Familie der Myrtengewächse (Myrtaceae). Sie kommt nur an der Küste von New South Wales um Sydney vor und wird dort „Yellow Bloodwood“ genannt.

## Beschreibung

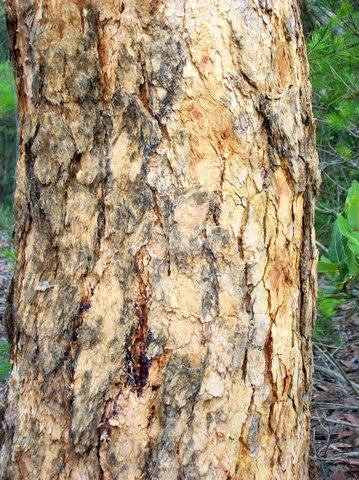
Stamm und Borke

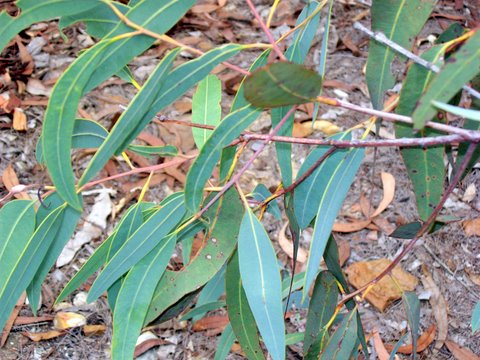
Laubblätter

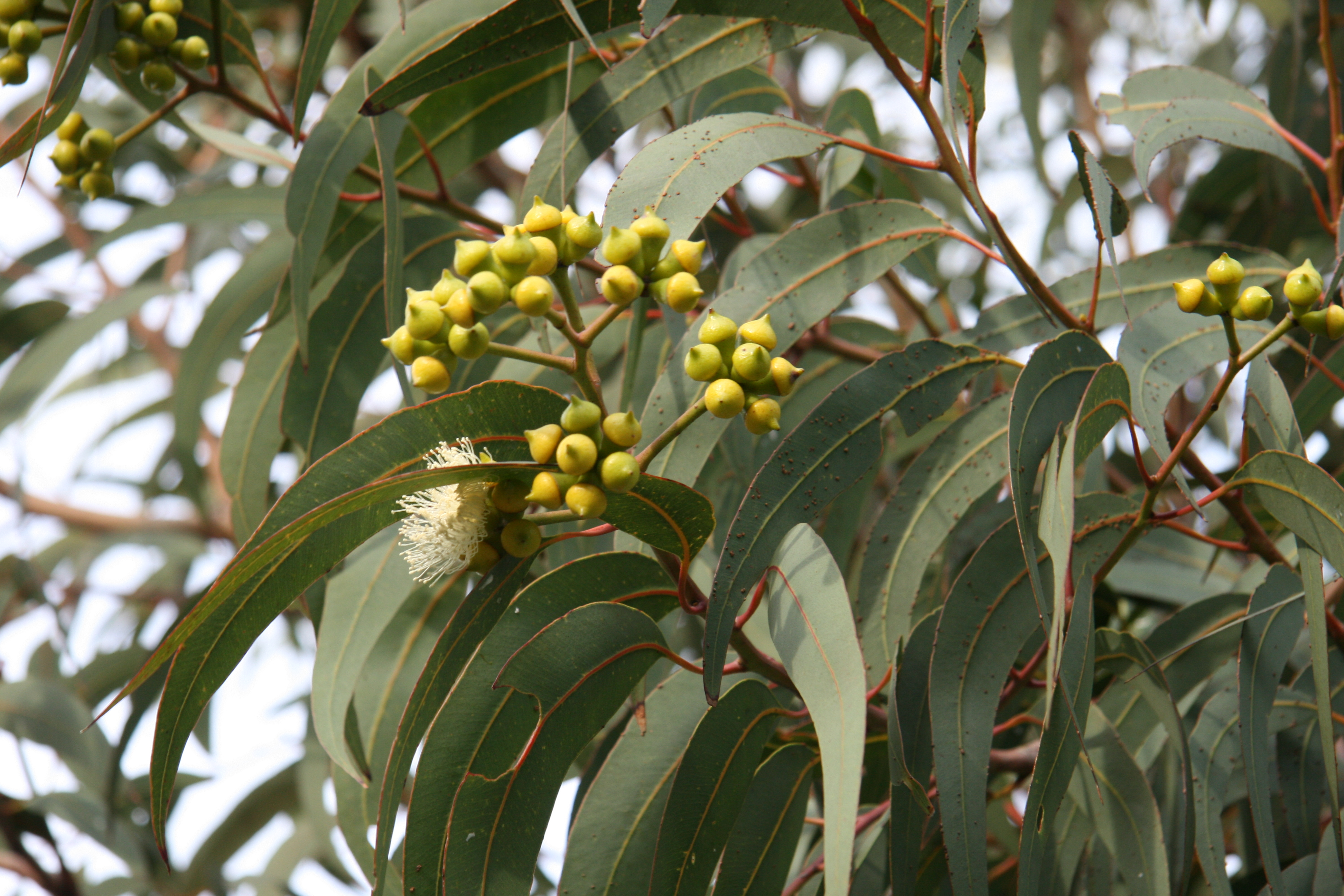
Blütenstände mit einer offenen Blüte und vielen Blütenknospen mit Calyptra

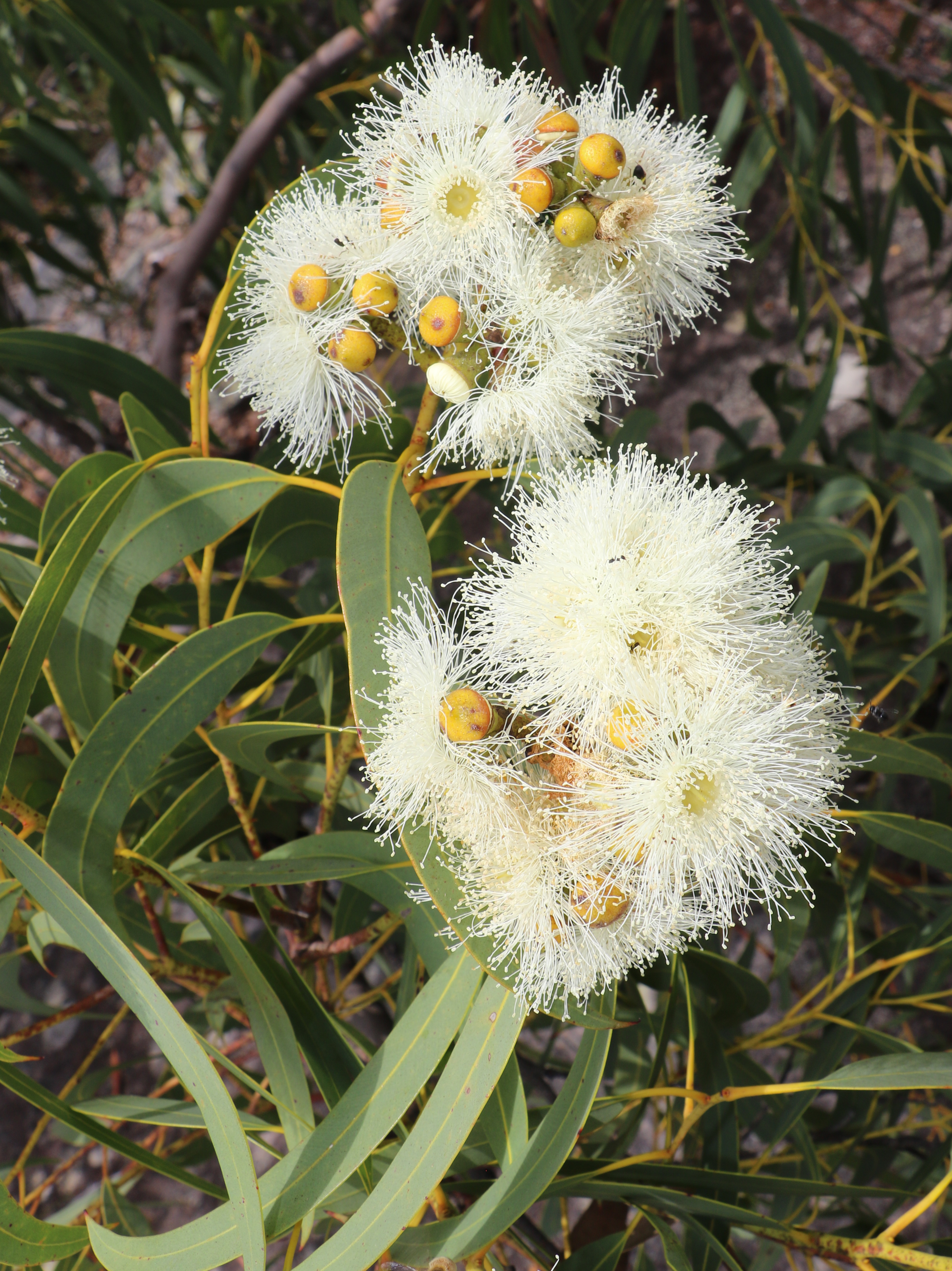
Laubblätter, Blütenstände mit Blütenknospen und geöffneten Blüten

### Erscheinungsbild und Blatt
Corymbia eximia wächst als Baum, der Wuchshöhen bis 20 Metern erreicht. Die Borke verbleibt am gesamten Baum, ist blassbraun, gelb-braun oder orangefarben, schachbrettartig und fasrig-stückig. Die kleinen Zweige besitzen eine grüne Rinde. Im Mark sind Öldrüsen vorhanden, in der Borke aber nicht. Der Stammdurchmesser erreicht etwa 70 Zentimeter.
Bei Corymbia eximia liegt Heterophyllie vor. Die Laubblätter sind immer in Blattstiel und -spreite gegliedert. Die Blattspreite an jungen Exemplaren ist eiförmig oder elliptisch bis breit-lanzettlich und besitzt einfache Haare und steife Drüsenhaare. Die Blattspreite an mittelalten Pflanzen ist eiförmig oder elliptisch bis breit-lanzettlich, ganzrandig und matt grau-grün. Der Blattstiel an erwachsenen Exemplaren ist 1,5 bis 2,5 Zentimeter lang und schmal abgeflacht oder kanalförmig. Die auf Ober- und Unterseite gleichfarbig matt grau-grüne oder grau-grüne Blattspreite an erwachsenen Exemplaren ist relativ dick, bei einer Länge von 10 bis 20 Zentimetern und einer Breite von 1,3 bis 3 Zentimetern lanzettlich bis breit-lanzettlich, sichelförmig gebogen, mit sich verjüngender Spreitenbasis und zugespitztem oberen Ende.  Die kaum erkennbaren Seitennerven gehen in geringen Abständen in einem stumpfen Winkel vom Mittelnerv ab. Auf jeder Blatthälfte gibt es einen ausgeprägten, durchgängigen, sogenannten Intramarginalnerv; er verläuft in geringem Abstand am Blattrand entlang. Die Keimblätter (Kotyledonen) sind fast kreisförmig.

### Blütenstand und Blüte
Endständig auf einem 10 bis 30 mm langen, im Querschnitt stielrunden oder kantigen Blütenstandsschaft steht ein zusammengesetzter Blütenstand, der aus doldigen Teilblütenständen mit jeweils etwa sieben Blüten besteht. Der Blütenstiel ist bei einer Länge von bis zu 2 mm im Querschnitt stielrund.
Die nicht blaugrün bemehlte oder bereifte Blütenknospe ist bei einer Länge von 10 bis 15 mm und einem Durchmesser von 6 bis 8 mm keulen- bis birnenförmig. Die Kelchblätter bilden eine Calyptra, die früh abfällt. Die glatte Calyptra ist konisch, leicht schnabelförmig, so breit wie der glatte Blütenbecher (Hypanthium) und kürzer als dieser. Die Blüten sind weiß oder cremefarben.

### Frucht und Samen
Die kurz gestielte Frucht ist bei einer Länge von 13 bis 20 mm und einem Durchmesser  von 10 bis 15 mm eiförmig bis leicht urnenförmig und drei- bis vierfächerig. Der Diskus ist eingedrückt, die Fruchtfächer sind eingeschlossen.
Der regelmäßige und abgeflachte, kniescheiben- oder eiförmige Samen besitzt eine netzartige, matte bis seidenmatte, rote oder rotbraune Samenschale. Das Hilum befindet sich am oberen Ende des Samens.

## Vorkommen
Das natürliche Verbreitungsgebiet von Corymbia eximia erstreckt sich an der Küste von New South Wales entlang von Newcastle im Norden bis südlich von  Wollongong. Auch auf der angrenzenden Ostabdachung der Great Dividing Range findet man Corymbia eximia.
Corymbia eximia gedeiht hauptsächlich und örtlich vorherrschend in lichten Hartlaubwäldern, auf flachen, unfruchtbaren Böden über Sandstein, häufig an steilen Hängen.

## Taxonomie
Die Erstveröffentlichung erfolgte 1843 durch Johannes Konrad Schauer unter dem Namen (Basionym) Eucalyptus eximia Schauer im Repertorium Botanices Systematicae, Volume 2 (5), S. 925. Das Typusmaterial weist die Beschriftung In Nova Hollandia olim. leg. F. Bauer auf. Das Artepitheton eximia ist vom lateinischen Wort  eximius für außergewöhnlich abgeleitet und bezieht sich auf das Erscheinungsbild der Borke oder der Blüten. Die Neukombination zu Corymbia eximia (Schauer) K.D.Hill & L.A.S.Johnson erfolgte 1995 durch Kenneth D. Hill und Lawrence Alexander Sidney Johnson unter dem Titel Systematic studies in the eucalypts, 7. A revision of the bloodwoods, genus Corymbia (Myrtaceae) in Telopea, Volume 6, Issue 2-3, S. 383. Ein weiteres Synonym für Corymbia eximia (Schauer) K.D.Hill & L.A.S.Johnson ist Eucalyptus eximia Schauer var. eximia .

## Nutzung
Das Kernholz ist hart und leicht rosafarben bis gelb-braun. Sein spezifisches Gewicht liegt bei 750–990 kg/m³. Aufgrund der geringen Wuchshöhe der Bäume und ihrer Seltenheit wird das Holz aber nur in geringem Umfang verarbeitet. Der englische Trivialname Yellow Bloodwood leitet sich aus der Holzfarbe ab, die auf die Harznerven zurückzuführen ist.
Eucalyptus eximia dient als Straßenbaum in australischen Städten und aufgrund seiner geringen Wuchshöhe auch als Zierpflanze für Gärten.